# داشكسن (تشالدران)
داشكسن (بالفارسية: داشکسن) هي قرية تقع في قسم ببه‌جيك (مقاطعة تشالدران) في إيران. يقدر عدد سكانها بـ 22 نسمة بحسب إحصاء 2016.